# Rhodospatha bolivarana
Rhodospatha bolivarana — вид квіткових рослин із родини кліщинцевих (Araceae), роду Rhaphidophora. Це ліана, рідним ареалом якої є Венесуела (Болівар).